# Luogo (lingua dei segni italiana)
Con luogo si intende il punto dello spazio in cui i segni vengono articolati. È importante notare che non tutto lo spazio che circonda il segnante viene usato per la realizzazione dei segni ma l'area in cui essi sono eseguiti è relativamente circoscritta al fine di favorire la produzione e la comprensione dei segni. Quest' area è denominata spazio segnico e si estende da una spalla all'altra (in orizzontale) e dall'estremità del capo alla vita (in verticale). È interessante anche constatare come esso abbia subito una modificazione nel corso del tempo andando incontro ad una riduzione. Tenendo poi in considerazione l'importanza linguistica delle espressioni facciali, della posizione del capo e del tronco, i movimenti delle mani avvengono in modo tale da far percepire la contemporanea produzione delle componenti non manuali. Questo è infatti il motivo per cui sono rari i segni che si eseguono in prossimità o a contatto con la faccia e ancor di più lo sono quelli che coprono completamente il volto (es. Africa).
Nella lingua dei segni italiana (LIS) sono stati individuati 16 luoghi di articolazione dei segni, 15 sono i luoghi sul corpo (parte superiore del capo, faccia, occhi, orecchie, naso, guancia, bocca, mento, collo, spalla, gomito, polso, mano non dominante, petto, tronco inferiore), mentre il sedicesimo è lo spazio neutro, cioè lo spazio antistante il corpo del segnante. Esso designa un'area ampia e non definita rigidamente e il segno può essere prodotto di fronte al petto del segnante, alla sua destra, alla sua sinistra, in alto o più in basso. Dal punto di vista fonologico lo spazio è neutro poiché non possiede tratti distintivi; ciò significa che il senso di un segno non cambia se viene realizzato in un punto dello spazio piuttosto che in un altro. Invece, secondo un'ottica morfo-sintattica, l'articolazione del segno in un punto preciso dello spazio può essere dettata da esigenze di accordo con altri elementi o dalla necessità di intervenire morfologicamente sul segno come avviene ad esempio per la formazione del plurale, ottenuto mediante la ripetizione del segno in diversi punti dello spazio. Inoltre, per quanto riguarda i luoghi sul corpo, occorre precisare che le mani non devono obbligatoriamente essere a contatto con il corpo del segnante ma possono anche essere prossime ad esso. 
Secondo gli studi della linguista Penny Boes-Braem, i luoghi, così come le configurazioni, verrebbero scelti in base alla semantica di un segno e quindi sarebbero dotati di tratti morfofonemici. In particolare, la selezione di un determinato luogo può avvenire per denotare azioni che si realizzano in quella parte del corpo (es. annusare, vedere), per indicare oggetti che solitamente sono posizionati in quell'area (es.orecchino, pipa) oppure per riferirsi a concetti che nell'immaginario culturale sono rappresentati come afferenti a quel luogo (es. pensare, amare). 

## Analisi dei tratti morfofonemici dei diversi luoghi sul corpo

### La parte superiore del capo, la tempia e la fronte
I segni eseguiti sulla parte superiore del capo non sono molti poiché l'esecuzione di segni sopra la testa richiede al segnante un maggiore sforzo. Tuttavia, vi si possono trovare segni che fanno riferimento agli oggetti che si posano sul capo (es. cappello, corona) o segni che si riferiscono alla metafisica (es. Dio, santo).
I segni che sono invece realizzati sulla tempia o sulla fronte sembrano far riferimento all'attività di pensiero (es. pensare, ricordare) oppure vogliono indicare lo sforzo fisico (es. fatica, difficile).

### La faccia
Esistono pochi segni localizzati in questo luogo dal momento che una copertura intera del viso non permetterebbe la percezione di eventuali componenti non manuali (es. maschera, sbaglio). 

### L'occhio
I segni eseguiti in questo luogo sono collegati semanticamente all'occhio o alle sue funzioni (es. guardare, osservare), ma anche possono far riferimento agli oggetti che si servono della vista (es. binocolo, occhiali).

### L'orecchio
I segni che concernano questa parte del corpo hanno significati connessi alla funzione sensoriale dell'organo uditivo (es. ascoltare, sordo) o si riferiscono ad oggetti che si pongono sull'orecchio (es. cuffia, protesi acustica).

### Il naso
I segni effettuati in questa zona rimandano al naso e alle attività sensoriali dell'olfatto (es. profumo, raffreddore), ad oggetti posizionati in quest'area (es. avvocato), oppure ancora riprendono le metafore della lingua italiana (es. curioso, prendere in giro).

### La guancia
In quest'area i segni hanno un riferimento semantico diretto con la guancia (es. vergogna, paffuto) oppure si può notare un riferimento iconico più opaco per i segni che si riferiscono alle persone (es. mamma, uomo).

### La bocca
I segni realizzati in prossimità della bocca sono chiaramente legati alle azioni che si fanno tramite essa (es. mangiare, bere), o possono indicare attività comunicative e linguistiche (es. parlare, comunicare).

### Il mento
In questo luogo viene compresa anche la parte del sottomento e si articolano i segni inerenti al campo semantico dell'anzianità (es. barba, nonno).

### Il collo
I segni eseguiti in quest'area fanno riferimento a oggetti che si portano al collo (es. sciarpa, collare) ma possono riprendere le metafore della lingua italiana come nel segno (es. costretto).

### La spalla e il tronco superiore
I segni qui articolati possono indicare oggetti (es. borsa, zaino) o pesi anche figurati appoggiati alle spalle (es. responsabilità). Più significativo è l'utilizzo di questa parte come punto di demarcazione tra il passato (spazio dietro il segnante), presente e futuro (spazio antistante il segnante). Esempi di segni relativi a questa funzione sono: ieri, adesso, domani.

### Il braccio superiore, inferiore e il gomito
Sono pochi i segni realizzati sul braccio e possono riferirsi ad oggetti che qui si posizionano (es. pressione), oppure possono indicare fasce o qualifiche (es. infermiera, classe media). I segni realizzati sul gomito sono molto rari e ciò è dovuto alla difficoltà motoria richiesta dall'esecuzione del movimento (es. maleducato).

### Il polso
In questo luogo vengono eseguiti i segni che fanno riferimento agli oggetti posizionati sopra il polso stesso (es. bracciale, orologio).

### Il petto
Molti segni che vengono realizzati in quest'area del corpo sono connessi all'organo del cuore e di riflesso esprimono i sentimenti e gli stati d'animo (es. affetto, dolore).

### Il tronco inferiore e l'anca
I segni realizzati in questa zona sono pochissimi ed hanno un esplicito riferimento a questa parte del corpo (es. nascita, figlio).

### La mano non dominante
Moltissimi segni necessitano della mano non dominante durante la loro esecuzione ma essa non ha nessuna metafora sottostante in quanto serve unicamente come appoggio alla mano dominante (es. formaggio, tempo).